# اینو مکینن
اینو مکینن (فنلاندی: Eino Mäkinen؛ ۱۳ ژوئن ۱۹۲۶ – ۱۳ اوت ۲۰۱۴) وزنه‌بردار اهل فنلاند بود.
وی در مسابقات کشوری و بین‌المللی در مجموع برندهٔ ۱ مدال طلا، ۳ مدال نقره، ۳ مدال برنز شده‌است.